# Aramis Álvarez Pedraza
Aramis Álvarez Pedraza (Santa Clara, Cuba, 27 de juliol de 1988) és un jugador d'escacs cubà, que té el títol de Gran Mestre des de 2011. És net del llibretista de ràdio cubà Aramis Del Real.
A la llista d'Elo de la FIDE del setembre de 2020, hi tenia un Elo de 2440 punts, cosa que en feia el jugador número 25 (en actiu) de Cuba. El seu màxim Elo va ser de 2565 punts, a la llista de novembre de 2011 (posició 392 al rànquing mundial).

## Resultats destacats en competició
- 2001: Medalla de plata en els Jocs Escolars Nacionals en el segon tauler, en la categoria 13–14.
- 2003: Medalla d'or a la categoria 15–16.
- 2004: Subcampió nacional juvenil.
- 2005: Campió lloc a la Copa 9 d'abril. Subcampió a la Copa Marcelo Salado i Copa ESPA.
- 2006: Va debutar en els torneigs Capablanca amb una meritòria novena posició entre 50 concursants que li va valdre per la seva primera norma de MI.
- 2007: fou el 14è de 24 jugadors i obtingué la segona norma de MI. Al Capablanca fou 16è de 84 jugadors i va aconseguir la seva tercera i definitiva norma de MI.
- 2008: Va jugar sis torneigs amb un resultat d'una medalla d'or, dues de plata i una quarta posició. Foucampió en l'Obert d'Oviedo on va aconseguir la seva primera norma de GM per jugadoras menors de 27 anys. Va defensar al Club Escacs Lleida al Torneig d'Espanya per equips a Primera Divisió, i la seva aportació de 5½ punts amb un rendiment superior a 2600 Elo va contribuir la segona posició col·lectiu. Fou campió de l'Obert d'Oviedo, obtenint la seva primera norma.
- 2009: Fou campió a l'Obert de Cuenca. Tercer al Torneig internacional de La Roda, obtenint la seva segona norma de GM.
- 2010: Fou campió del XXXIII Obert Internacional Ciutat de Sant Sebastià, obtenint la seva tercera i definitiva norma de GM.
- 2011: Va defensar el primer tauler del Club Escacs Lleida a la Lliga Catalana amb un excel·lent performance de 2680 ELO. Convidat a darrera hora al grup Premier del Torneig Capablanca, fou tercer i millor cubà. Fou tercer al VIII Circuit Català gràcies al subcampionat de l'Obert Ciutat de Balaguer i a les terceres posicions als oberts de Figueres, Pobla de Lillet[4] i Sants. Va guanyar l'Obert de la Universitat Nacional de Colòmbia i va finalitzar en tercer posició a l'Obert de Panamà.[5]